# Eustache Le Sueur

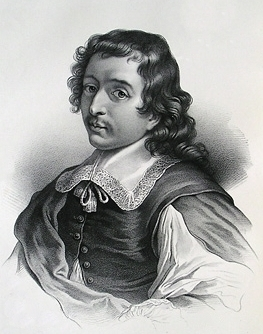
Eustache Le Sueur.

Eustache Le Sueur, född den 19 november 1617 i Paris, död där den 30 april 1655, var en fransk målare av religiösa och mytologiska motiv. Han var farfars bror till Jean-François Le Sueur.

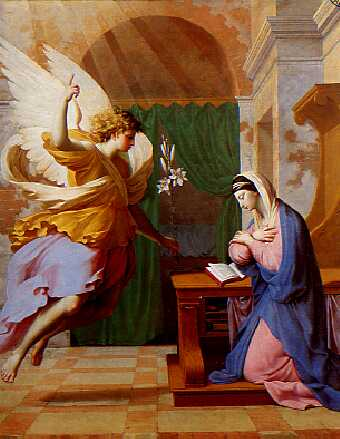
Eustache Le Sueur, Bebådelsen, omkring 1650.

Le Sueur var elev till Simon Vouet, som starkt influerade hans tidiga verk. Därefter gick han över till Poussins klassicism, något som tydligt framgår av de 22 målningar med scener ur den helige Brunos liv, vilka han utförde för kartusianklostret i Paris 1645–1648. Även Rafael var en viktig influens för Le Sueur. Hans mestadels bibliska och mytologiska motiv präglas av klarhet och en blond, lyrisk anda, besläktad med 1200-talsmästarnas. Le Sueur deltog i grundandet av akademin i Paris 1648. Bland hans huvudverk märks förutom målningarna för kartusianklostret i Paris dekoren av Hôtel Lambert med mytologiska scener, båda serierna finns idag på Louvren.